# 加利福尼亞廣場一期
加利福尼亞廣場一期（One California Plaza）是一座位於美國洛杉磯邦克山區的摩天大樓，高達176（577英尺），與更高的加利福尼亞廣場二期一起是加利福尼亞廣場計劃的組成部份。洛杉磯當代藝術博物館的一部份也列於加利福尼亞廣場發展項目之中。
加利福尼亞廣場一期在1985年完工，辦公面積約991,836平方英尺（92,144.6平方），設計者是阿瑟·埃里克森。

## 擴展閱讀
- Cameron, Robert. . San Francisco: Cameron & Company. 1990. ISBN 978-0-918684-48-6.